# آشپزی کامبوجی
آشپزی کامبوجی (خمر: សិល្បៈធ្វើម្ហូបខ្មែរ) یک اصطلاح پوششی برای پخت و پزهای همه قومیت‌ها در کامبوج است، در صورتی که آشپزی خمر (خمر: សិល្បៈធ្វើម្ហូបខ្មែរ; ت.ت. 'Khmer culinary art') به‌طور خاص به آشپزی مردم خمر اشاره دارد.
با گذشت زمان، آشپزی کامبوجی مؤلفه‌هایی از آشپزی هندی، چینی و در سالهای اخیر آشپزی فرانسوی را در خود جای داده‌است، و به دلیل برخی از این عوامل مؤثر اشتراک گذاشته شده و تعامل دوسویه، شباهت‌های زیادی با آشپزی تایلندی، ویتنامی و لائوسی، در مناطق همجوار دارد.